# Patsapong Amsam-ang
Patsapong Amsam-ang (* 2. Oktober 1997 in Ratchaburi) ist ein thailändischer Leichtathlet, der sich auf den Stabhochsprung spezialisiert hat und in dieser Disziplin momentaner Inhaber des Landesrekordes ist.

## Karriere
Erste internationale Erfahrungen sammelte Patsapong Amsam-Ang bei den Juniorenasienmeisterschaften 2016 in der Ho-Chi-Minh-Stadt, bei der er mit 5,20 m die Silbermedaille gewann. Damit qualifizierte er sich für die U20-Weltmeisterschaften in Bydgoszcz, bei denen er mit 4,95 m in der Qualifikation ausschied. Im Jahr darauf belegte er bei den Asienmeisterschaften in Bhubaneswar mit 5,40 m Platz vier und gewann anschließend die Silbermedaille bei den Südostasienspielen in Kuala Lumpur mit übersprungenen 5,30 m hinter seinem Landsmann Porranot Purahong. Anfang September gewann er zudem bei der Asian Indoor & Martial Arts Games in Aşgabat mit 5,20 m die Bronzemedaille hinter dem Kasachen Sergei Grigorjew und Landsmann Porranot Purahong. 2018 nahm er erstmals an den Asienspielen im indonesischen Jakarta teil und gewann mit neuem Landesrekord von 5,50 m die Bronzemedaille. Im Jahr darauf belegte er bei den Asienmeisterschaften in Doha mit 5,51 m den fünften Platz. Anschließend nahm er erstmals an der Sommer-Universiade in Neapel teil und belegte dort mit übersprungenen 5,31 m den sechsten Platz. 2023 gewann er bei den Hallenasienmeisterschaften in Astana mit 5,35 m die Bronzemedaille hinter dem Saudi Hussain al-Hizam und Seifeldin Heneida Abdesalam aus Katar. Im Mai sicherte er sich dann bei den Südostasienspielen in Phnom Penh mit 5,20 m die Bronzemedaille hinter dem Philippiner Ernest John Obiena und seinem Landsmann Kasinpob Chomchanad. Anschließend belegte er bei den Asienmeisterschaften in Bangkok mit 5,31 m den sechsten Platz. Im August gewann er bei den World University Games in Chengdu mit 5,55 m die Silbermedaille hinter dem Finnen Urho Kujanpää. Im Oktober belegte er bei den Asienspielen in Hangzhou mit 5,55 m den vierten Platz.
2024 belegte er bei den Hallenasienmeisterschaften in Teheran mit 5,45 m den fünften Platz und im Jahr darauf gewann er bei den Asienmeisterschaften in Gumi mit neuem Landesrekord von 5,67 m die Bronzemedaille hinter dem Philippiner Ernest John Obiena und Huang Bokai aus der Volksrepublik China.
In den Jahren von 2020 bis 2022 und 2024 wurde Amsam-ang thailändischer Meister im Stabhochsprung.